# Liste des cantons de l'Oise

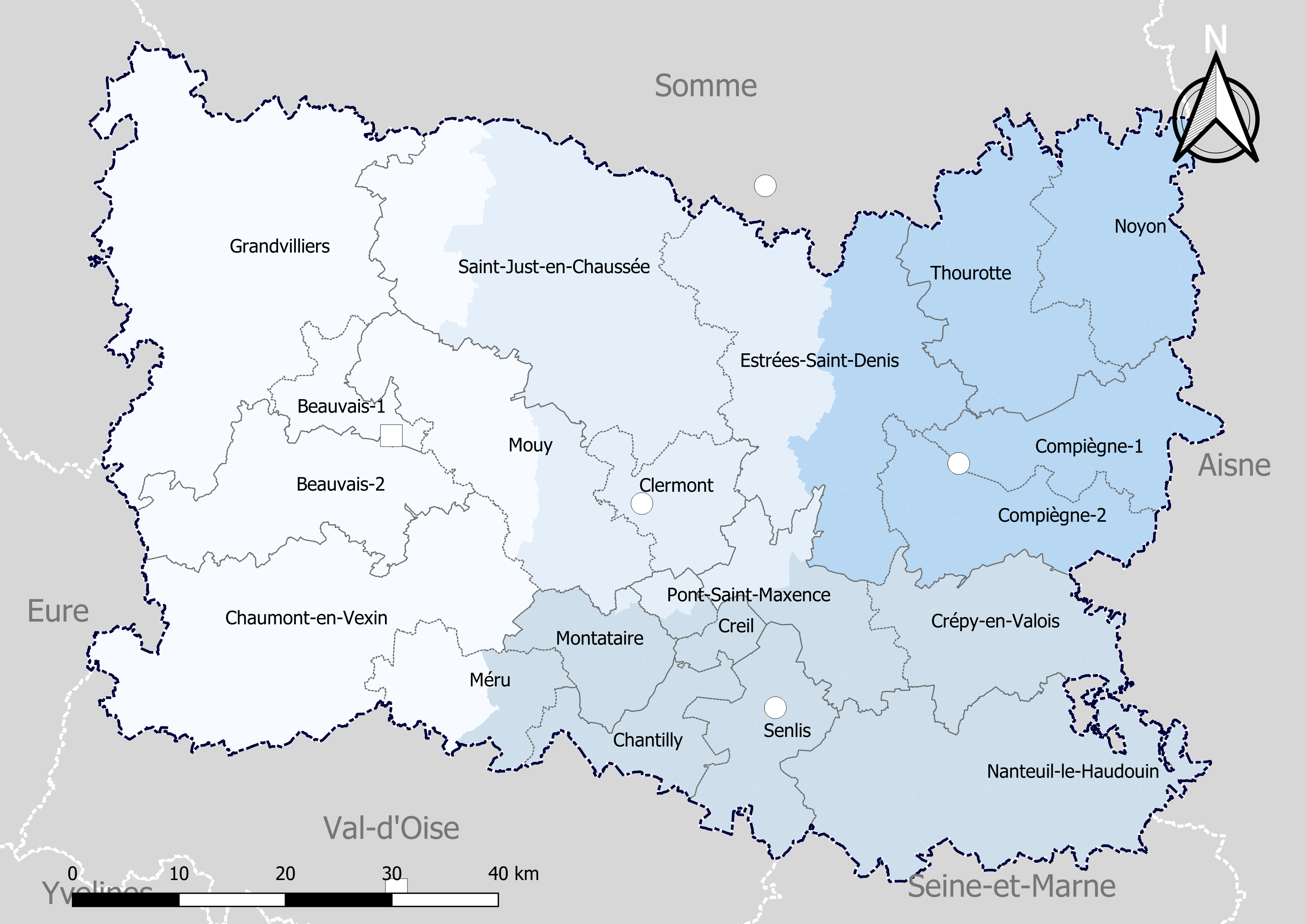
Découpage cantonal du département de l'Oise, avec en surimpression les arrondissements (en nuances de bleu) - Carte arrêtée au 1er janvier 2019.

Le département de l'Oise compte 21 cantons depuis le redécoupage cantonal de 2014 (41 cantons auparavant).

## Histoire

### Découpage cantonal d'avant 2014

Découpage cantonal antérieur à 2015.

Liste des 41 cantons de l'Oise, par arrondissement :
- arrondissement de Beauvais (14 cantons)

Canton d'Auneuil - canton de Beauvais-Nord-Est - canton de Beauvais-Nord-Ouest - canton de Beauvais-Sud-Ouest - canton de Chaumont-en-Vexin - Canton du Coudray-Saint-Germer - Canton de Crèvecœur-le-Grand - canton de Formerie - canton de Grandvilliers - canton de Marseille-en-Beauvaisis - canton de Méru - canton de Nivillers - canton de Noailles - Canton de Songeons
- arrondissement de Clermont (7 cantons)

canton de Breteuil - canton de Clermont - canton de Froissy - canton de Liancourt - canton de Maignelay-Montigny - canton de Mouy - canton de Saint-Just-en-Chaussée
- arrondissement de Compiègne (10 cantons)

Attichy - Compiègne-Nord - Compiègne-Sud-Est - Compiègne-Sud-Ouest - Estrées-Saint-Denis - canton de Guiscard - canton de Lassigny - Noyon - canton de Ressons-sur-Matz - canton de Ribécourt-Dreslincourt
- arrondissement de Senlis (10 cantons)

Canton de Betz - canton de Chantilly - canton de Creil-Nogent-sur-Oise - canton de Creil-Sud - canton de Crépy-en-Valois - canton de Montataire - canton de Nanteuil-le-Haudouin - canton de Neuilly-en-Thelle - canton de Pont-Sainte-Maxence - canton de Senlis

### Redécoupage cantonal de 2014
Dans la poursuite de la réforme territoriale engagée en 2010, l'Assemblée nationale adopte définitivement le 17 avril 2013 la réforme du mode de scrutin pour les élections départementales destinée à garantir la parité hommes/femmes. Les lois (loi organique 2013-402 et loi 2013-403) sont promulguées le 17 mai 2013. Un nouveau découpage territorial est défini par décret du 20 février 2014 pour le département l'Oise. Celui-ci entre en vigueur lors du premier renouvellement général des assemblées départementales suivant la publication du décret, soit en mars 2015. Les conseillers départementaux sont élus au scrutin majoritaire binominal mixte. Les électeurs de chaque canton éliront au Conseil départemental, nouvelle appellation des Conseils généraux, deux membres de sexe différent, qui se présenteront en binôme de candidats. Les conseillers départementaux seront élus pour 6 ans au scrutin binominal majoritaire à deux tours, l'accès au second tour nécessitant 10 % des inscrits au 1er tour. En outre la totalité des conseillers départementaux est renouvelée.
Ce nouveau mode de scrutin nécessite un redécoupage des cantons dont le nombre est divisé par deux avec arrondi à l'unité impaire supérieure si ce nombre n'est pas entier impair et avec des conditions de seuils minimaux. Dans l'Oise le nombre de cantons passe ainsi de 41 à 21.
Les critères du remodelage cantonal sont les suivants : le territoire de chaque canton doit être défini sur des bases essentiellement démographiques, le territoire de chaque canton doit être continu et les communes de moins de 3 500 habitants sont entièrement comprises dans le même canton. Il n’est fait référence, ni aux limites des arrondissements, ni à celles des circonscriptions législatives.
Conformément à de multiples décisions du Conseil constitutionnel depuis 1985 et notamment  sa décision no 2010-618 DC du 9 décembre 2010,  il est admis que le principe d’égalité des électeurs au regard des critères démographiques est respecté lorsque le ratio conseiller/habitant de la circonscription est compris dans une fourchette de 20 % de part et d'autre du ratio moyen conseiller/habitant du département. Pour le département 0Oise, la population de référence est la population légale en vigueur au 1er janvier 2013, à savoir la population millésimée 2010, soit 803 595 habitants. Avec 21 cantons la population moyenne par conseiller départemental est de 38 266 habitants. Ainsi la population de chaque nouveau canton doit-elle être comprise entre 30 613 habitants et 45 920 habitants pour respecter le principe de l'égalité citoyenne au vu des critères démographiques.

## Composition actuelle

### Composition détaillée
| N° | Nom du Canton          | Bureau centralisateur  | Population 2010             | Écart /moyenne | Nombre de communes entières | Communes composant le canton |
| -- | ---------------------- | ---------------------- | --------------------------- | -------------- | --------------------------- | --- |
| 1  | Beauvais-1             | Beauvais               | 4 843 + fraction Beauvais   |                | 7 + fraction Beauvais       | 1° Les communes suivantes : Fouquenies, Herchies, Milly-sur-Thérain, Le Mont-Saint-Adrien, Pierrefitte-en-Beauvaisis, Saint-Germain-la-Poterie, Savignies. 2° La partie de la commune de Beauvais située au nord d'une ligne définie par l'axe des voies et limites suivantes : depuis la limite territoriale de la commune de Goincourt, cours de la rivière Avelon, rivière de Saint-Quentin, rue Lucien-Lainé, rue du Général-Leclerc, cours Scellier, boulevard Antoine-Loisel, rue Saint-Pierre, rue des Jacobins, rue Pierre-Jacoby, rue de la Madeleine, boulevard Jules-Brière, rue du Thérain, rue du Pont-d'Arcole, rue Louis-Coatalen, rue du Pont-d'Arcole, rue de l'Abbé-Pierre, avenue John-Fitzgerald-Kennedy, ligne de chemin de fer jusqu'à la limite de la commune de Therdonne. |
| 2  | Beauvais-2             | Beauvais               | 24 601 + fraction Beauvais  |                | 25 + fraction Beauvais      | 1° Les communes suivantes : Allonne, Auneuil, Auteuil, Berneuil-en-Bray, Flavacourt, Frocourt, Goincourt, La Houssoye, Labosse, Lachapelle-aux-Pots, Lalande-en-Son, Lalandelle, Aux Marais, Ons-en-Bray, Porcheux, Rainvillers, Saint-Aubin-en-Bray, Saint-Léger-en-Bray, Saint-Martin-le-Nœud, Saint-Paul, Sérifontaine, Le Vaumain, Le Vauroux, Villers-Saint-Barthélemy, Warluis. 2° La partie de la commune de Beauvais non incluse dans le canton de Beauvais-1. |
| 3  | Chantilly              | Chantilly              | 42 431                      | 1,11           | 10                          | Apremont, Boran-sur-Oise, Chantilly, Coye-la-Forêt, Crouy-en-Thelle, Gouvieux, Lamorlaye, Le Mesnil-en-Thelle, Morangles, Saint-Maximin. |
| 4  | Chaumont-en-Vexin      | Chaumont-en-Vexin      | 43 949                      | 1,15           | 65                          | Abbecourt, Beaumont-les-Nonains, Berthecourt, Boubiers, Bouconvillers, Boury-en-Vexin, Boutencourt, Cauvigny, Chambors, Chaumont-en-Vexin, Chavençon, Corbeil-Cerf, La Corne en Vexin, Le Coudray-sur-Thelle, Courcelles-lès-Gisors, Delincourt, La Drenne, Énencourt-Léage, Éragny-sur-Epte, Fay-les-Étangs, Fleury, Fresne-Léguillon, Hadancourt-le-Haut-Clocher, Les Hauts Talican, Hénonville, Hodenc-l'Évêque, Ivry-le-Temple, Jaméricourt, Jouy-sous-Thelle, Laboissière-en-Thelle, Lachapelle-Saint-Pierre, Lattainville, Lavilletertre, Liancourt-Saint-Pierre, Lierville, Loconville, Le Mesnil-Théribus, Monneville, Montagny-en-Vexin, Montchevreuil, Montjavoult, Montreuil-sur-Thérain, Monts, Mortefontaine-en-Thelle, Mouchy-le-Châtel, Neuville-Bosc, Noailles, Novillers, Parnes, Ponchon, Pouilly, Reilly, Saint-Crépin-Ibouvillers, Saint-Sulpice, Sainte-Geneviève, Senots, Serans, Silly-Tillard, Thibivillers, Tourly, Trie-Château, Trie-la-Ville, Valdampierre, Vaudancourt. |
| 5  | Clermont               | Clermont               | 38 748                      | 1,01           | 20                          | Agnetz, Bailleval, Breuil-le-Sec, Breuil-le-Vert, Catenoy, Clermont, Erquery, Étouy, Fitz-James, Fouilleuse, Labruyère, Lamécourt, Liancourt, Maimbeville, Nointel, Rantigny, Rémécourt, Rosoy, Saint-Aubin-sous-Erquery, Verderonne. |
| 6  | Compiègne-1            | Compiègne              | 25 689 + fraction Compiègne |                | 19 + fraction Compiègne     | 1° Les communes suivantes : Attichy, Autrêches, Berneuil-sur-Aisne, Bienville, Bitry, Choisy-au-Bac, Clairoix, Couloisy, Courtieux, Janville, Jaulzy, Margny-lès-Compiègne, Moulin-sous-Touvent, Nampcel, Rethondes, Saint-Crépin-aux-Bois, Saint-Pierre-lès-Bitry, Tracy-le-Mont, Trosly-Breuil. 2° La partie de la commune de Compiègne située au nord d'une ligne définie par l'axe des voies et limites suivantes : depuis la limite territoriale de la commune de Vieux-Moulin, route départementale 973, avenue du 1er-Septembre boulevard des États-Unis, boulevard Gambetta, jusqu'à l'Oise. |
| 7  | Compiègne-2            | Compiègne              | 21 090 + fraction Compiègne |                | 16 + fraction Compiègne     | 1° Les communes suivantes : Armancourt, Chelles, Croutoy, Cuise-la-Motte, Hautefontaine, Jaux, Jonquières, Lachelle, Lacroix-Saint-Ouen, Le Meux, Pierrefonds, Saint-Étienne-Roilaye, Saint-Jean-aux-Bois, Saint-Sauveur, Venette, Vieux-Moulin. 2° La partie de la commune de Compiègne non incluse dans le canton de Compiègne-1. |
| 8  | Creil                  | Creil                  | 38 087                      | 1              | 2                           | Creil, Verneuil-en-Halatte. |
| 9  | Crépy-en-Valois        | Crépy-en-Valois        | 33 845                      | 0,88           | 25                          | Auger-Saint-Vincent, Béthancourt-en-Valois, Béthisy-Saint-Martin, Béthisy-Saint-Pierre, Bonneuil-en-Valois, Crépy-en-Valois, Duvy, Éméville, Feigneux, Fresnoy-la-Rivière, Gilocourt, Glaignes, Morienval, Néry, Orrouy, Rocquemont, Russy-Bémont, Saintines, Saint-Vaast-de-Longmont, Séry-Magneval, Trumilly, Vauciennes, Vaumoise, Verberie, Vez. |
| 10 | Estrées-Saint-Denis    | Estrées-Saint-Denis    | 40 763                      | 1,07           | 71                          | Antheuil-Portes, Arsy, Avrigny, Bailleul-le-Soc, Baugy, Belloy, Biermont, Blincourt, Boulogne-la-Grasse, Braisnes, Canly, Cernoy, Chevrières, Choisy-la-Victoire, Coivrel, Conchy-les-Pots, Coudun, Courcelles-Épayelles, Cressonsacq, Crèvecœur-le-Petit, Cuvilly, Domfront, Dompierre, Épineuse, Estrées-Saint-Denis, Le Fayel, Ferrières, Francières, Le Frestoy-Vaux, Giraumont, Godenvillers, Gournay-sur-Aronde, Grandfresnoy, Grandvillers-aux-Bois, Hainvillers, Hémévillers, Houdancourt, Lataule, Léglantiers, Longueil-Sainte-Marie, Maignelay-Montigny, Margny-sur-Matz, Marquéglise, Ménévillers, Méry-la-Bataille, Monchy-Humières, Montgérain, Montiers, Montmartin, Mortemer, Moyenneville, Moyvillers, Neufvy-sur-Aronde, La Neuville-Roy, La Neuville-sur-Ressons, Orvillers-Sorel, Le Ployron, Pronleroy, Remy, Ressons-sur-Matz, Ricquebourg, Rivecourt, Rouvillers, Royaucourt, Sains-Morainvillers, Saint-Martin-aux-Bois, Tricot, Vignemont, Villers-sur-Coudun, Wacquemoulin, Welles-Pérennes. |
| 11 | Grandvilliers          | Grandvilliers          | 39 391                      | 1,03           | 100                         | Abancourt, Achy, Bazancourt, Beaudéduit, Blacourt, Blargies, Blicourt, Bonnières, Bouvresse, Briot, Brombos, Broquiers, Buicourt, Campeaux, Canny-sur-Thérain, Cempuis, Le Coudray-Saint-Germer, Crillon, Cuigy-en-Bray, Daméraucourt, Dargies, Élencourt, Ernemont-Boutavent, Escames, Escles-Saint-Pierre, Espaubourg, Feuquières, Fontaine-Lavaganne, Fontenay-Torcy, Formerie, Fouilloy, Gaudechart, Gerberoy, Glatigny, Gourchelles, Grandvilliers, Grémévillers, Grez, Halloy, Hannaches, Le Hamel, Hanvoile, Haucourt, Hautbos, Haute-Épine, Hécourt, Héricourt-sur-Thérain, Hétomesnil, Hodenc-en-Bray, Lachapelle-sous-Gerberoy, Lannoy-Cuillère, Lavacquerie, Laverrière, Lhéraule, Lihus, Loueuse, Marseille-en-Beauvaisis, Martincourt, Le Mesnil-Conteville, Moliens, Monceaux-l'Abbaye, Morvillers, Mureaumont, La Neuville-sur-Oudeuil, La Neuville-Vault, Offoy, Omécourt, Oudeuil, Pisseleu, Puiseux-en-Bray, Quincampoix-Fleuzy, Romescamps, Rothois, Roy-Boissy, Saint-Arnoult, Saint-Deniscourt, Saint-Germer-de-Fly, Saint-Maur, Saint-Omer-en-Chaussée, Saint-Pierre-es-Champs, Saint-Quentin-des-Prés, Saint-Samson-la-Poterie, Saint-Thibault, Saint-Valery, Sarcus, Sarnois, Senantes, Sommereux, Songeons, Sully, Talmontiers, Thérines, Thieuloy-Saint-Antoine, Villembray, Villers-sur-Auchy, Villers-sur-Bonnières, Villers-Vermont, Vrocourt, Wambez.. |
| 12 | Méru                   | Méru                   | 43 937                      | 1,15           | 14                          | Amblainville, Andeville, Belle-Église, Bornel, Chambly, Dieudonné, Ercuis, Esches, Fresnoy-en-Thelle, Lormaison, Méru, Neuilly-en-Thelle, Puiseux-le-Hauberger, Villeneuve-les-Sablons. |
| 13 | Montataire             | Montataire             | 34 819                      | 0,91           | 15                          | Balagny-sur-Thérain, Blaincourt-lès-Précy, Cires-lès-Mello, Cramoisy, Foulangues, Maysel, Mello, Montataire, Précy-sur-Oise, Rousseloy, Saint-Leu-d'Esserent, Saint-Vaast-lès-Mello, Thiverny, Ully-Saint-Georges, Villers-sous-Saint-Leu. |
| 14 | Mouy                   | Mouy                   | 36 600                      | 0,96           | 35                          | Angy, Ansacq, Bailleul-sur-Thérain, Bonlier, Bresles, Bury, Cambronne-lès-Clermont, Le Fay-Saint-Quentin, Fontaine-Saint-Lucien, Fouquerolles, Guignecourt, Haudivillers, Heilles, Hermes, Hondainville, Juvignies, Lafraye, Laversines, Litz, Maisoncelle-Saint-Pierre, Mouy, Neuilly-sous-Clermont, La Neuville-en-Hez, Nivillers, Oroër, Rémérangles, Rochy-Condé, La Rue-Saint-Pierre, Saint-Félix, Therdonne, Thury-sous-Clermont, Tillé, Troissereux, Velennes, Verderel-lès-Sauqueuse. |
| 15 | Nanteuil-le-Haudouin   | Nanteuil-le-Haudouin   | 30 783                      | 0,8            | 46                          | Acy-en-Multien, Antilly, Autheuil-en-Valois, Bargny, Baron, Betz, Boissy-Fresnoy, Borest, Bouillancy, Boullarre, Boursonne, Brégy, Chèvreville, Cuvergnon, Ermenonville, Étavigny, Ève, Fontaine-Chaalis, Fresnoy-le-Luat, Gondreville, Ivors, Lagny-le-Sec, Lévignen, Mareuil-sur-Ourcq, Marolles, Montagny-Sainte-Félicité, Montlognon, Nanteuil-le-Haudouin, Neufchelles, Ognes, Ormoy-le-Davien, Ormoy-Villers, Péroy-les-Gombries, Le Plessis-Belleville, Réez-Fosse-Martin, Rosières, Rosoy-en-Multien, Rouville, Rouvres-en-Multien, Silly-le-Long, Thury-en-Valois, Varinfroy, Ver-sur-Launette, Versigny, La Villeneuve-sous-Thury, Villers-Saint-Genest. |
| 16 | Nogent-sur-Oise        | Nogent-sur-Oise        | 34 986                      | 0,91           | 6                           | Cauffry, Laigneville, Mogneville, Monchy-Saint-Éloi, Nogent-sur-Oise, Villers-Saint-Paul. |
| 17 | Noyon                  | Noyon                  | 33 441                      | 0,87           | 42                          | Appilly, Babœuf, Beaugies-sous-Bois, Beaurains-lès-Noyon, Béhéricourt, Berlancourt, Brétigny, Bussy, Caisnes, Campagne, Carlepont, Catigny, Crisolles, Cuts, Flavy-le-Meldeux, Fréniches, Frétoy-le-Château, Genvry, Golancourt, Grandrû, Guiscard, Larbroye, Libermont, Maucourt, Mondescourt, Morlincourt, Muirancourt, Noyon, Passel, Le Plessis-Patte-d'Oie, Pont-l'Évêque, Pontoise-lès-Noyon, Porquéricourt, Quesmy, Salency, Sempigny, Sermaize, Suzoy, Varesnes, Vauchelles, Ville, Villeselve. |
| 18 | Pont-Sainte-Maxence    | Pont-Sainte-Maxence    | 31 043                      | 0,81           | 22                          | Les Ageux, Angicourt, Barbery, Bazicourt, Beaurepaire, Brasseuse, Brenouille, Cinqueux, Monceaux, Montépilloy, Pontpoint, Pont-Sainte-Maxence, Raray, Rhuis, Rieux, Roberval, Rully, Sacy-le-Grand, Sacy-le-Petit, Saint-Martin-Longueau, Villeneuve-sur-Verberie, Villers-Saint-Frambourg-Ognon. |
| 19 | Saint-Just-en-Chaussée | Saint-Just-en-Chaussée | 39 251                      | 1,03           | 84                          | Abbeville-Saint-Lucien, Airion, Angivillers, Ansauvillers, Auchy-la-Montagne, Avrechy, Bacouël, Beauvoir, Blancfossé, Bonneuil-les-Eaux, Bonvillers, Breteuil, Broyes, Brunvillers-la-Motte, Bucamps, Bulles, Campremy, Catheux, Catillon-Fumechon, Chepoix, Choqueuse-les-Bénards, Conteville, Cormeilles, Crèvecœur-le-Grand, Le Crocq, Croissy-sur-Celle, Cuignières, Doméliers, Erquinvillers, Esquennoy, Essuiles, Fléchy, Fontaine-Bonneleau, Fournival, Francastel, Froissy, Le Gallet, Gannes, Gouy-les-Groseillers, Hardivillers, La Hérelle, Lachaussée-du-Bois-d'Écu, Lieuvillers, Luchy, Maisoncelle-Tuilerie, Maulers, Le Mesnil-Saint-Firmin, Le Mesnil-sur-Bulles, Montreuil-sur-Brêche, Mory-Montcrux, Muidorge, La Neuville-Saint-Pierre, Noirémont, Noroy, Nourard-le-Franc, Noyers-Saint-Martin, Oursel-Maison, Paillart, Plainval, Plainville, Le Plessier-sur-Bulles, Le Plessier-sur-Saint-Just, Puits-la-Vallée, Le Quesnel-Aubry, Quinquempoix, Ravenel, Reuil-sur-Brêche, Rocquencourt, Rotangy, Rouvroy-les-Merles, Saint-Just-en-Chaussée, Saint-Remy-en-l'Eau, Sainte-Eusoye, Le Saulchoy. |
| 20 | Senlis                 | Senlis                 | 33 691                      | 0,88           | 14                          | Aumont-en-Halatte, Avilly-Saint-Léonard, Chamant, La Chapelle-en-Serval, Courteuil, Fleurines, Mont-l'Évêque, Mortefontaine, Orry-la-Ville, Plailly, Pontarmé, Senlis, Thiers-sur-Thève, Vineuil-Saint-Firmin. |
| 21 | Thourotte              | Thourotte              | 32 519                      | 0,85           | 40                          | Amy, Avricourt, Bailly, Beaulieu-les-Fontaines, Cambronne-lès-Ribécourt, Candor, Cannectancourt, Canny-sur-Matz, Chevincourt, Chiry-Ourscamp, Crapeaumesnil, Cuy, Dives, Écuvilly, Élincourt-Sainte-Marguerite, Évricourt, Fresnières, Gury, Laberlière, Lagny, Lassigny, Longueil-Annel, Machemont, Marest-sur-Matz, Mareuil-la-Motte, Margny-aux-Cerises, Mélicocq, Montmacq, Ognolles, Pimprez, Plessis-de-Roye, Le Plessis-Brion, Ribécourt-Dreslincourt, Roye-sur-Matz, Saint-Léger-aux-Bois, Solente, Thiescourt, Thourotte, Tracy-le-Val, Vandélicourt. |
|    |                        |                        | 803 595                     |                | 693                         | |

### Répartition par arrondissement
Contrairement à l'ancien découpage où chaque canton était inclus à l'intérieur d'un seul arrondissement, le nouveau découpage territorial s'affranchit des limites des arrondissements. Certains cantons peuvent être composés de communes appartenant à des arrondissements différents. Dans le département de l'Oise, c'est le cas de sept cantons (Estrées-Saint-Denis, Méru, Montataire, Mouy, Nogent-sur-Oise, Pont-Sainte-Maxence et Saint-Just-en-Chaussée).
Le tableau suivant présente la répartition par arrondissement :
| N° | Canton                 | Beauvais               | Clermont | Compiègne               | Senlis | Total                   |
| -- | ---------------------- | ---------------------- | -------- | ----------------------- | ------ | ----------------------- |
| 1  | Beauvais-1             | 7 + fraction Beauvais  |          |                         |        | 7 + fraction Beauvais   |
| 2  | Beauvais-2             | 26 + fraction Beauvais |          |                         |        | 26 + fraction Beauvais  |
| 3  | Chantilly              |                        |          |                         | 10     | 10                      |
| 4  | Chaumont-en-Vexin      | 73                     |          |                         |        | 73                      |
| 5  | Clermont               |                        | 20       |                         |        | 20                      |
| 6  | Compiègne-1            |                        |          | 19 + fraction Compiègne |        | 19 + fraction Compiègne |
| 7  | Compiègne-2            |                        |          | 16 + fraction Compiègne |        | 16 + fraction Compiègne |
| 8  | Creil                  |                        |          |                         | 2      | 2                       |
| 9  | Crépy-en-Valois        |                        |          |                         | 25     | 25                      |
| 10 | Estrées-Saint-Denis    |                        | 33       | 38                      |        | 71                      |
| 11 | Grandvilliers          | 101                    |          |                         |        | 101                     |
| 12 | Méru                   | 9                      |          |                         | 7      | 16                      |
| 13 | Montataire             |                        | 1        |                         | 14     | 15                      |
| 14 | Mouy                   | 21                     | 14       |                         |        | 35                      |
| 15 | Nanteuil-le-Haudouin   |                        |          |                         | 46     | 46                      |
| 16 | Nogent-sur-Oise        |                        | 4        |                         | 2      | 6                       |
| 17 | Noyon                  |                        |          | 42                      |        | 42                      |
| 18 | Pont-Sainte-Maxence    |                        | 10       |                         | 13     | 23                      |
| 19 | Saint-Just-en-Chaussée | 20                     | 64       |                         |        | 84                      |
| 20 | Senlis                 |                        |          |                         | 14     | 14                      |
| 21 | Thourotte              |                        |          | 40                      |        | 40                      |
|    |                        | 258                    | 146      | 156                     | 133    | 693                     |